# Japans konstitution
Japans författning (Shinjitai: 日本国憲法 Kyūjitai: 日本國憲法, Nihon-Koku Kenpō) är Japans grundlag. Den infördes den 3 maj 1947 och är även känd som "Efterkrigskonstitutionen" ( 戦後憲法, Sengo-Kenpō) eller "Fredskonstitutionen" ( 平和憲法, Heiwa-Kenpō). 

## Huvuddrag
Den nya konstitutionen tillkom under de allierades ockupation av Japan efter andra världskriget och var avsedd att ersätta Japans militaristiska förflutna och absoluta monarki med en liberal demokratisk samhällsordning. Japans författning antogs den 3 november 1946 och trädde i kraft den 3 maj 1947. Den ersatte Meiji-konstitutionen från 1889.
Japans författning fastställer ett parlamentariskt demokratiskt system, som garanterar grundläggande medborgerliga och politiska rättigheter med lagstyre. Kejsaren är en symbol enligt grundlagen för staten och för folkets enighet, och ges en rent ceremoniell roll.
Konstitutionen är särskilt känd för sin punkt 9, där det japanska folket för fred alltid avstår från att föra krig och från rätten att ha militära styrkor på land, till sjöss eller i luften.
Konstitutionen har inte ändrats sedan den infördes.

## Historik
Japans första konstitution tillkom under kejsarinnan Suikos regentperiod. Kontakterna med Kina hade intensifierats och en ny konfuciansk författning, Jūshichijō kenpō, påbjöds år 604 - en av den legendariske Prins Shōtokus många tillskrivna bedrifter. Dessa så kallade 17 artiklarna var främst en rad moraliska regler snarare än lagar med syfte att få undersåtarna att lyda och vörda kejsaren. Monica Braw har författningstextens huvuddrag på svenska i sin senaste bok (2010).